# Merstham
Merstham – wieś w Anglii, w hrabstwie Surrey, w dystrykcie Reigate and Banstead. Leży 28 km na południe od centrum Londynu. Miejscowość liczy 7385 mieszkańców.